# ۲۱۹ (میلادی)
۲۱۹ (میلادی) دویست  و نوزدهمین سال تقویم میلادی است.

## درگذشتگان
‎